# NGC 524
NGC 524 je čočková galaxie v souhvězdí Ryb vzdálená od Země přibližně 80 milionů světelných let. Její zdánlivá jasnost je 10,4m a úhlová velikost 2,8′ × 2,8′. Galaxii objevil William Herschel 4. září 1786.
V galaktické výduti této galaxie jsou vidět oblaka plynu a prachu, která vytváří spirálovou strukturu. V jejím disku byly pozorovány 2 supernovy označené SN 2000cx a SN 2008Q.
NGC 524 je hlavním členem menší skupiny galaxií, která je vzdálená přibližně 100 milionů světelných let, je označována jako LGG 23 a obsahuje přinejmenším 9 členů.